# فاليري باكن
فاليري باكن (بالروسية: Бакин, Валерий Владимирович)‏ هو لاعب كرة قدم روسي في مركز الدفاع، ولد في 16 يونيو 1967. لعب مع شينيك ياروسلافل.